# Camponotus difformis
Camponotus difformis är en myrart som beskrevs av Hermann Stitz 1938. Camponotus difformis ingår i släktet hästmyror, och familjen myror. Inga underarter finns listade.